# Graphiphora pallida
Graphiphora pallida är en fjärilsart som beskrevs av Barend J. Lempke 1962. Graphiphora pallida ingår i släktet Graphiphora och familjen nattflyn. Inga underarter finns listade i Catalogue of Life.